# بووگوشچ
بووگوشچ (به لهستانی:  Błogoszcz) یک روستا در لهستان است که در گمینا شدلتسه واقع شده‌است. بووگوشچ ۱۸۰ نفر جمعیت دارد.